# Comuna Malomîhailivka, Krînîcikî
Malomîhailivka (în ucraineană Маломихайлівка) este o comună în raionul Krînîcikî, regiunea Dnipropetrovsk, Ucraina, formată din satele Dibrova, Malomîhailivka (reședința), Novokalînivka și Șmakove.

## Demografie
Componența lingvistică a satului Malomîhailivka
     Ucraineană (95,62%)
     Rusă (3,76%)
     Alte limbi (0,52%)
Conform recensământului din 2001, majoritatea populației satului Malomîhailivka era vorbitoare de ucraineană (95,62%), existând în minoritate și vorbitori de rusă (3,76%).